# Chrysopathes gracilis
Chrysopathes gracilis är en korallart som beskrevs av Opresko 2005. Chrysopathes gracilis ingår i släktet Chrysopathes och familjen Cladopathidae. Inga underarter finns listade i Catalogue of Life.